# Hemiauchenia gracilis
Hemiauchenia gracilis es una especie de mamífero artiodáctilo extinto integrante del género Hemiauchenia. Este camélido habitó en América del Norte.

## Taxonomía
Esta especie fue descrita originalmente en el año 2005 por la paleontóloga Julie A. Meachen.
Holotipo
El holotipo designado es el catalogado como: UF 210.707, un fragmento de mandíbula derecha con p4-m³.
Localidad tipo
La localidad tipo referida es “De Soto Shell Pozo 5, en un horizonte estratigráfico Blancaniano en la Formación Caloosahatchee de la Florida”.
Etimología
Etimológicamente, el término específico gracilis refiere al aspecto de sus miembros, alargados y de aspecto grácil. 
Edad atribuida
La edad postulada para el estrato portador es Plioceno final a Pleistoceno final, con una antigüedad aproximada de 1,8 a 0,012 Ma.
Caracterización y relaciones filogenéticas
Hemiauchenia gracilis se caracteriza por su pequeño tamaño (el menor de los Lamini norteamericanos) y por sus miembros mucho más alargados y gráciles.  
Hemiauchenia gracilis es similar a H. macrocephala; se la distingue por su tamaño mayor, por tener miembros más gráciles, dientes pequeños, cicatrices ligamentales en las falanges proximales en forma de “W” y por los estilos interlobulares más desarrollados.
Como las restantes Hemiauchenia, posee tamaño grande con respecto a Lama, rostro dolicognato, metacarpo más largo que el húmero, huesos de los miembros alargados y gráciles (índice de gracilidad de los metapodiales inferior a 0,13).

## Distribución
Fue colectada en el estado de Florida (Estados Unidos) y México.